# يويا هاشيأوتشي
يويا هاشيأوتشي (باليابانية: 橋内 優也) (13 يوليو 1987 في ريتو في اليابان – )؛ هو لاعب كرة قدم ياباني سابق كان يلعب كمدافع.

## وصلات خارجية
- يويا هاشيأوتشي على موقع رابطة كرة القدم اليابانية للمحترفين (اليابانية)
- يويا هاشيأوتشي على موقع قاعدة بيانات كرة القدم.إي يو (الإنجليزية)
- يويا هاشيأوتشي على موقع Soccerway.com (الإنجليزية)
- يويا هاشيأوتشي على موقع عالم كرة القدم.نت (الإنجليزية)